# Вилнсдорф
Вилнсдорф (њем. Wilnsdorf) општина је у њемачкој савезној држави Северна Рајна-Вестфалија. Једно је од 11 општинских средишта округа Зиген-Витгенштајн. Према процјени из 2010. у општини је живјело 21.042 становника. Посједује регионалну шифру (AGS) 5970044, NUTS (DEA5A) и LOCODE (DE WNR) код.

## Географски и демографски подаци
Вилнсдорф се налази у савезној држави Северна Рајна-Вестфалија у округу Зиген-Витгенштајн. Општина се налази на надморској висини од 380 метара. Површина општине износи 72,1 km². У самом мјесту је, према процјени из 2010. године, живјело 21.042 становника. Просјечна густина становништва износи 292 становника/km².